# Tinamotaecola
Tinamotaecola is een luizengeslacht uit de familie Philopteridae. De wetenschappelijke naam van het geslacht is voor het eerst geldig gepubliceerd in 1944 door Carriker.

## Taxonomie
De volgende soorten zijn bij het geslacht ingedeeld:
- Tinamotaecola andinae Carriker, 1944[1]
- Tinamotaecola elegans Hellenthal, Price & Timm, 2002[2]
- Tinamotaecola nanus Cicchino, Valim & González-Acuña, 2014[3]
- Tinamotaecola wardi Hellenthal, Price & Timm, 2002[2]
- Tinamotaecola zyskowskii Hellenthal, Price & Timm, 2002[2]